# Ospedale di Asola
L'Ospedale di Asola, un tempo ente autonomo, è un ospedale pubblico che dipende dall'Azienda Ospedaliera Carlo Poma di Mantova.

## Storia
La presenza di un ospedale ad Asola risale al XII secolo come “Ospizio degli Zenodici”, che dipendeva dal "Consorzio di Santa Maria Assunta sotto il titolo di San Lorenzo", come descritto nel Diploma dei Privilegi Imperiale di Federico II il 27 Luglio 1192, per essere poi assorbito dai monaci benedettini di Acquanegra.
Un vuoto di documenti durante il dominio dei Visconti ci porta al 1426 quando l'"Ospedale dei Militi" passava in gestione dei Padri della Misericordia di Asola presenti dal 1422, che durerà con larghissimi beni fino al 1491, attraverso l’amministrazione di un rettore indipendente.
Dal 1480 l'hospital, che aveva ricevuto dei benefici dalla famiglia Fezzoli, passò alle cure delle Monache di Santa Chiara di Asola, che ne assorbivano anche il beneficio, consistente di una cava di salnitro a Casalmoro per ordine del nuovo signore di Asola marchese Gio Gonzaga.
Col trascorrere degli anni, come ci confermano i registri conservati presso la segreteria dell’ente, l’ospedale rimase sempre attivo nel luogo primitivo in alcune stanze frontalmente alla casa del benefattore Fezzoli, dietro la Chiesa di Santa Maria del Lago in “Asola bassa” (Casa Tamburini).
Nel 1803 il canonico Vincenzo Mangeri apriva presso la sua casa di Corte Fossa in “Asola alta” una stanza per ospitare un "Ospizio di Cronici", che consolidava nel 1805.
Al suo interno fu aperto anche un orfanotrofio con la presenza di una Ruota degli Esposti, che poi sarà tolta nel 1878.
Nel 1833 l’ospedale era gestito da un amministratore interno che tolse il fienile di Corte Fossa per creare un giardino con una ghiacciaia, oltre a posare un grande orologio.
Con decreto legge del 3 Agosto 1862 l’ospedale di Asola passava in gestione amministrativa alla Congregazione di Carità e assumerà il nome di Ospedale Civile.

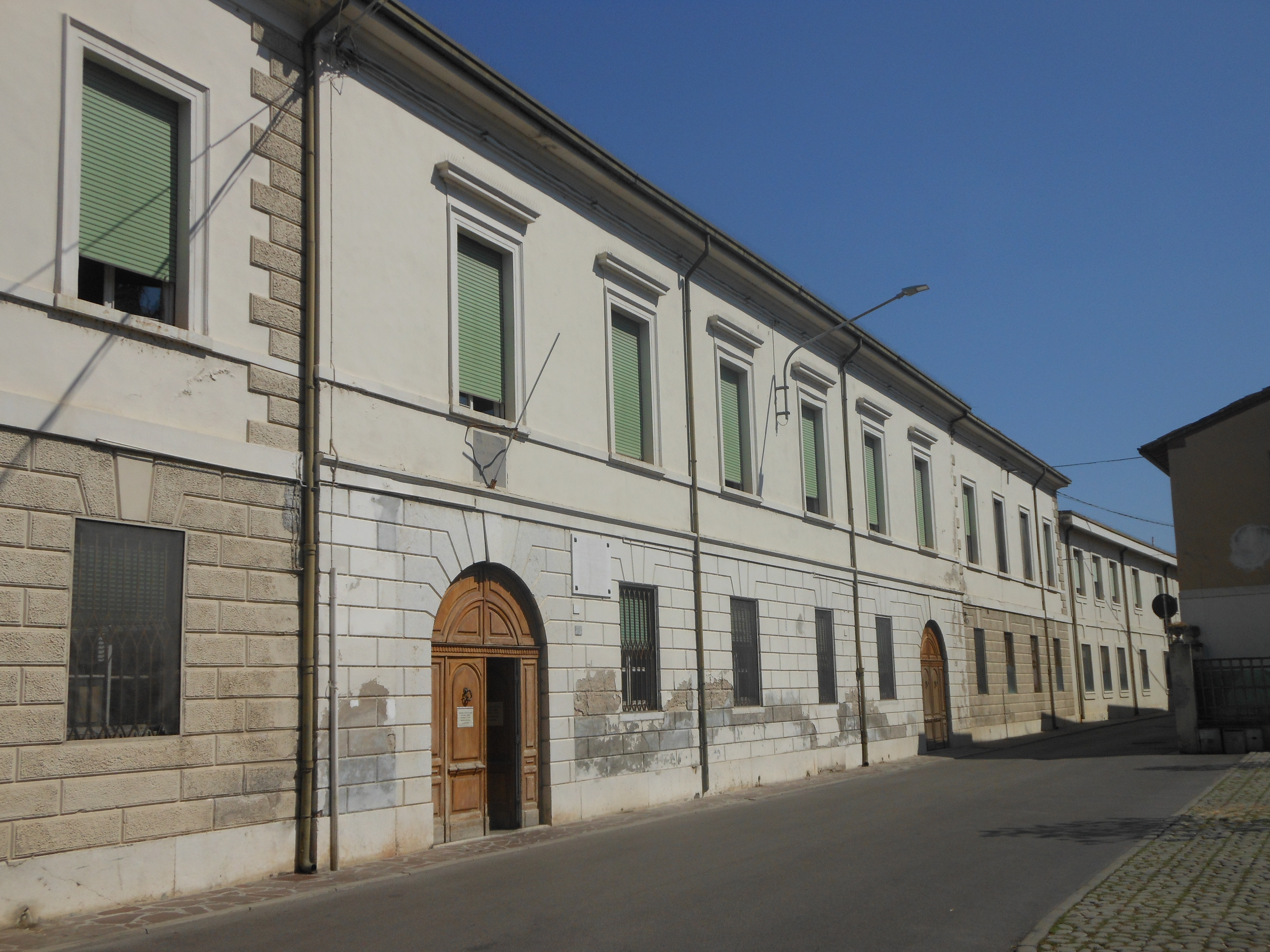
Ala vecchia dell'ospedale di Asola

Nel 1883 fu interamente ristrutturato l’edificio dell’ospedale con intervento del tecnico del comune Cirillo Siliprandi, che dava una forma più dignitosa neoclassica a tutto il rattoppato edificio, oltre a posare un nuovo orologio sul tetto del chiostro ad opera di Pietro Frassani di Rovato (crollato il 26 Luglio 1965). I lavori furono finanziati in buona parte da benefattori.
Nel 1889 il direttore dott. Enrico Tosi autorizza e fa edificare nel cortile verso via Garibaldi una nuova struttura per ospitare la Casa di Riposo indipendente che sarà gestita dal locale Monte dei Pegni, oltre al lascito del benefattore ing. Carlo Tomaselli.
Nel 1901, per aiutare i poveri e sollevare l’attività ospedaliera, fu aperta la esterna "Cucina Economica Umberto I" in collaborazione con gli enti assistenziali, bancari e dalla Società Operaia di Mutuo Soccorso.
Nel 1910 si apre la prima farmacia comunale adoperando il beneficio lasciato nel 1908 dal terriero Luigi Nardi.
Diffusa la tubercolosi nel settore agricolo, in particolare nei lavoratori a contatto del bestiame, nel 1933 si cerca di porvi un rimedio aprendo nel cortile della Casa di Riposo di Corso Garibaldi un Dispensario Antitubercolare con una camera ardente e locali per bagni pubblici, oltre a riparare il lavatoio pubblico. La spesa sarà sostenuta in parte dalla raccolta di fondi indetta da Mons. Antonio Besutti.
Per meglio gestire i movimenti e l’amministrazione, oltre a disciplinare il personale, si rese necessario un drastico intervento: nel 1935 si fece arrivare da Milano il dott. Giorgio Ferri, assunto nella veste di nuovo direttore. Subito provvide a edificare sul lato ovest della portineria un nuovo padiglione per i paganti per meglio equilibrare le spese, un gabinetto radiologico, un locale isolamento infettivi sul lato nord, un reparto di maternità, una divisione di medicina e una divisione di chirurgia con una sala operatoria sopra il porticato della nuova chiesetta, una nuova cucina, una lavanderia, un bruciatore generale ed un inceneritore. Si assumeva anche un nuovo cappellano nei panni di don Oreste Malavasi.
Con il decreto del 15 Novembre 1938 anche l'ospedale di Asola fu ritenuto idoneo per essere definito autonomo.
Superate le vicende della Seconda Guerra Mondiale, diversi clandestini ricercati dai fascisti trovarono rifugio all’interno dell’ospedale, oltre ad ospitare ammalati, partigiani e tedeschi.
I sindacati insistono nel sostituire le Suore con “padri di famiglia disoccupati”. Questa situazione coinvolgerà dopo 97 anni di presenza le suore della "Società Sororum Caritas Venerandorum Bortolomeo Capitanio" dal 19 Marzo 1950. Saranno assunti per assunzione diretta alcuni inservienti civili, ex militari, mentre il direttore dott. Giorgio Ferri richiedeva a Milano del personale infermieristico qualificato. Sorti problemi economici amministrativi, l’amministrazione si rivolse al Mons. Carlo Calciolari, mitrato di Asola, per avere nuovo personale religioso gratuito. In questo modo farà arrivare le Suore dell’"Ordine Apostolico del Sacro Cuore di Gesù" da Roma.
Nel 1953 si terminò un nuovo reparto di chirurgia per volontà del chirurgo e direttore dott. Giorgio Ferri detto “colonnello” per la serietà e disciplina quasi militaresca nel personale.
Nel 1960 si compera la prima ambulanza, una Fiat 1100.
Nel Giugno 1961 furono soppressi i due grandi stanzoni di medicina uomini e medicina donne, sezionandoli in tre camerette ciascuno con servizi igienici, togliendo la vecchia turca e le due grosse vasche di marmo.
Nel 1965, per dare maggiore comodità agli ammalati ed al personale religioso, fu chiusa la via Tomaselli con la costruzione di un passaggio per comunicare l’ospedale con la Chiesa di San Rocco, che da privata (Famedio Militare) diventò parzialmente dell’Ente Ospedaliero, affidando i lavori all’ ing.Cremaschini di Remedello.
Mons. Calciolari insisteva nel mantenere il personale religioso nell’ospedale, mentre il sindacato spingeva per assumere padri di famiglia per evitare il continuo esodo verso le città dei sottopagati braccianti.
Mentre il direttore sanitario dott. Giorgio Ferri, dopo 31 anni di onorato servizio, si ritirava in pensione a Milano, l’asolano prof. Alessio Baronchelli, con cattedra a Parma, assunse la carica di primario della medicina e il giovane chirurgo di Castel Goffredo dott. Francesco Zelioli-Lanzini, figlio del Ministro della sanità Ennio Zelioli-Lanzini, ottenne l’incarico di primario di chirurgia.
Nel 1968 il Ministro della sanità comunica che avrebbe concesso fondi per costruire un nuovo ospedale comprensoriale, ma tale risposta doveva essere immediata. La politica locale si doveva impegnare nel trovare il sito ed il personale, che non doveva essere inferiore ai 300 dipendenti. Per evitare la perdita del contributo i politici locali, che non volevano cedere altro terreno, scelsero di demolire parte delle quattrocentesche mura dell'ex fortezza per costruire il nuovo edificio nella limitata fossa che stava sull’angolo di nord-ovest del vecchio ospedale e dove non vi era lo spazio per creare un parcheggio.
Il 12 Febbraio 1969 fu elevato a Ente Ospedaliero. In questo modo assorbiva una importanza zonale capace di servire con le sue caratteristiche e attrezzature un comprensorio di 50.000 abitanti, avendo raddoppiato le degenze e la medicina generale.
Nel Maggio 1970, sotto la presidenza del manager e uomo politico asolano Giacinto Marchese, l’impresa edile appaltatrice con silenzio da parte della Soprintendenza inizia lo sbancamento del piccolo cortile dell’ospedale e la demolizione delle quattrocentesche mura per la nuova costruzione. Fu così utilizzato il denaro concesso per il primo lotto per un valore di 350 milioni, sapendo già che non vi era spazio per edificare il secondo lotto.
Il 12 Aprile 1971 sono ripresi i lavori di costruzione del nuovo ospedale e contemporaneamente ripulita la vecchia facciata in via Tomaselli.
Il 15 Aprile 1975 fu emanata la legge della Regione Lombardia che istituiva i comprensori del mantovano per 70 Comuni in 5 Zone. Asola passava nel Comprensorio N. 28 legato a Castiglione delle Stiviere.
In questo periodo si presentò il discusso progetto per la nuova Casa di Riposo con una eventuale permuta della vecchia struttura per ampliare l’ospedale in sostituzione del secondo lotto.
Con le continue riforme sulla Sanità dove la Regione stabiliva la natura giuridica, le dimensioni del territorio, le attività da svolgere e la gestione, il 1º gennaio 1980 Asola entrava a far parte del "Comprensorio USSL 45" e questo affrettò automaticamente l’apertura della nuova Casa di Riposo. La struttura sarà poi inaugurata con semplice cerimonia il 26 Maggio 1980.
Nel Gennaio 1984 si rese sempre più incandescente la lotta tra i due vicini ospedali di Asola e Castel Goffredo, che dovevano essere assorbiti entrambi dal piccolo e lontano ospedale di Mantova a seguito delle riforme regionali, senza valutare le esigenze dei degenti. Il piccolo ospedale di Castel Goffredo fu poi trasformato in luogo di lunga degenza con riabilitazione.
Il 5 Maggio 1991 le "Suore Apostoliche del Sacro Cuore di Gesù", giunte gratuitamente nel 1950, diventarono scomode al personale, e queste comunicarono la loro partenza per screzi sorti col personale politico amministrativo e sindacale interno. Le colpe furono addossate ad alcuni medici della medicina per incompatibilità sorte verso il controllo troppo severo.
Il 1º Gennaio 1998, mentre proseguono i lavori di ristrutturazione dell'ospedale, la struttura passa alle dipendenze dell’Ospedale Carlo Poma di Mantova.

## L'ospedale oggi
Attualmente l'ospedale di Asola è un presidio ospedaliero per acuti, che garantisce risposte sanitarie ai pazienti, in prevalenza, delle Provincie di Mantova, Brescia e Cremona, rappresentando la struttura sanitaria di riferimento del comprensorio asolano con un bacino di utenza potenziale di almeno 50.000 abitanti.
Nel corso degli anni la qualità delle prestazioni è andata migliorando, grazie anche alle riorganizzazioni attuate secondo le indicazioni del Piano Sanitario Nazionale e del Piano Sanitario Regionale. In particolare sono state potenziate le attività sanitarie erogabili a ciclo diurno, in day hospital, day surgery ed ambulatoriali.
Gran parte del complesso ospedaliero è stato ristrutturato, mentre l'esecuzione del resto dei lavori è prevista per il prossimo futuro. Si evidenzia in particolare la presenza di un blocco operatorio all'avanguardia, di un nuovo centro dialisi in assistenza limitata, di un moderno servizio di Medicina di Laboratorio e di un servizio di Pronto Soccorso piccolo ma funzionale.
All'interno dell'ospedale sono presenti le seguenti unità operative e servizi sanitari:
- Ambulatori
- Anestesia e rianimazione
- Centro di dialisi ad assistenza limitata (C.A.L.)
- Chirurgia generale
- Farmacia
- Medicina di laboratorio
- Medicina fisica e riabilitazione
- Medicina generale
- Oculistica
- Ortopedia e traumatologia
- Ostetricia-ginecologia
- Pediatria
- Pronto soccorso
- Radiologia